# Клисурица
Клисурица (болг. Клисурица) — село в Болгарии. Находится в Монтанской области, входит в общину Монтана. Население составляет 145 человек.

## Политическая ситуация
Клисурица подчиняется непосредственно общине и не имеет своего кмета.
Кмет (мэр) общины Монтана — Златко Софрониев Живков (независимый) по результатам выборов в правление общины.